# Pala (eina)

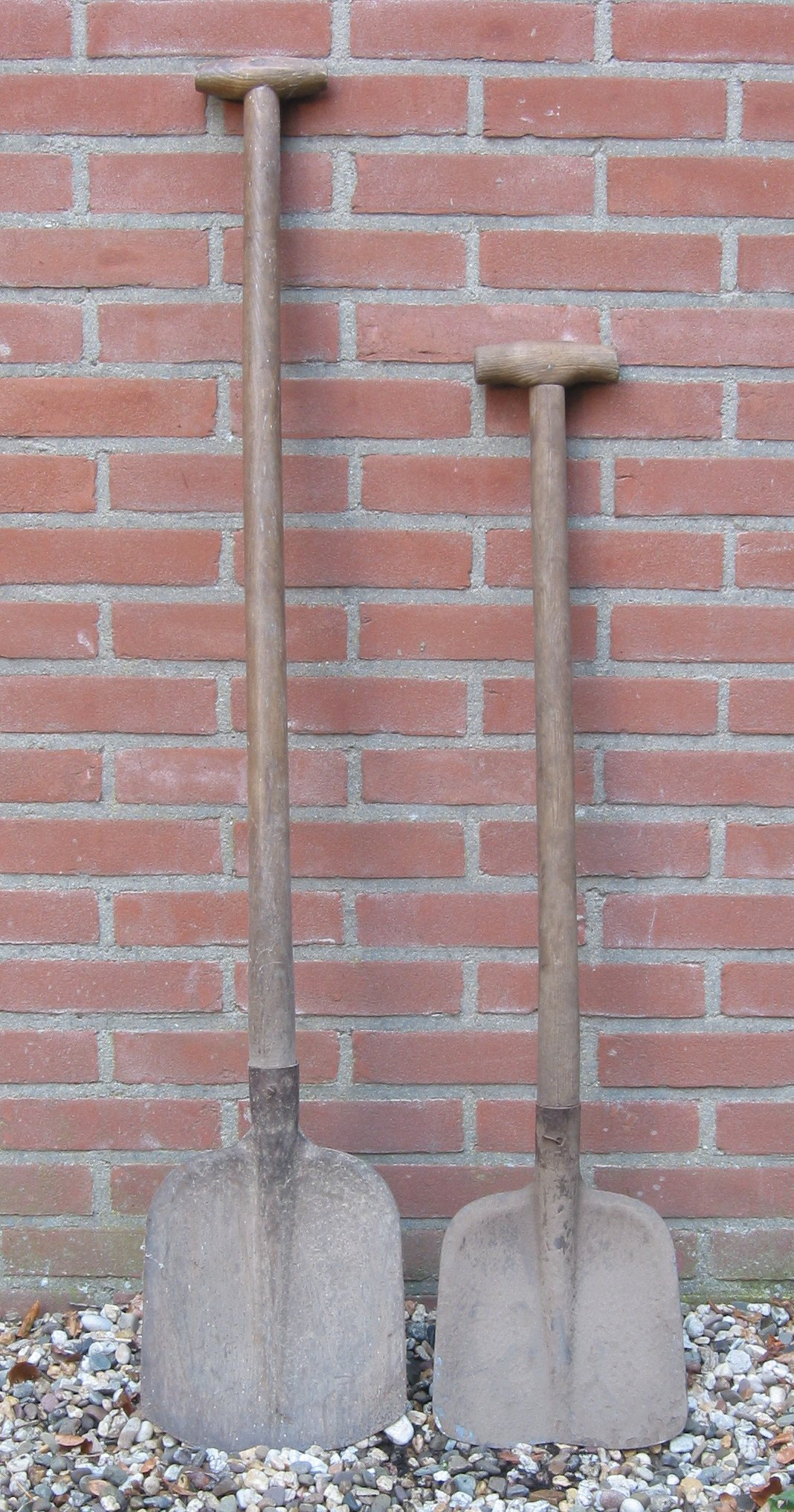
Pales.

Una pala és una eina per a excavar o moure material poc cohesionat com carbó, grava, neu, terra, o sorra. És una eina extremadament comuna que s'empra extensament en agricultura, construcció i jardineria.
Normalment és una eina de mà que consisteix en una fulla ampla amb vores acoblada a un mànec de mitjana longitud (35 a 70 cm).
Normalment són fetes de ferro o acer i són de construcció resistent.
Les pales de mà són típicament fetes de xapa d'acer, plegades a la part posterior per tal de fer un receptacle pel mànec. Aquest plec també proporciona rigidesa a la fulla.
Els mànecs són normalment fets de fusta, tot i que també poden ser d'acer o d'altres materials i estan reblonats a la fulla. Generalment, quan la pala està dissenyada per moure materials pesants, com ara terra, s'afegeix una peça en forma de T al final del mànec per actuar com a agafador.
El terme "pala" és aplicat també a accessoris per a tractor i màquina excavadora, dissenyats per al mateix propòsit d'excavar i moure material.

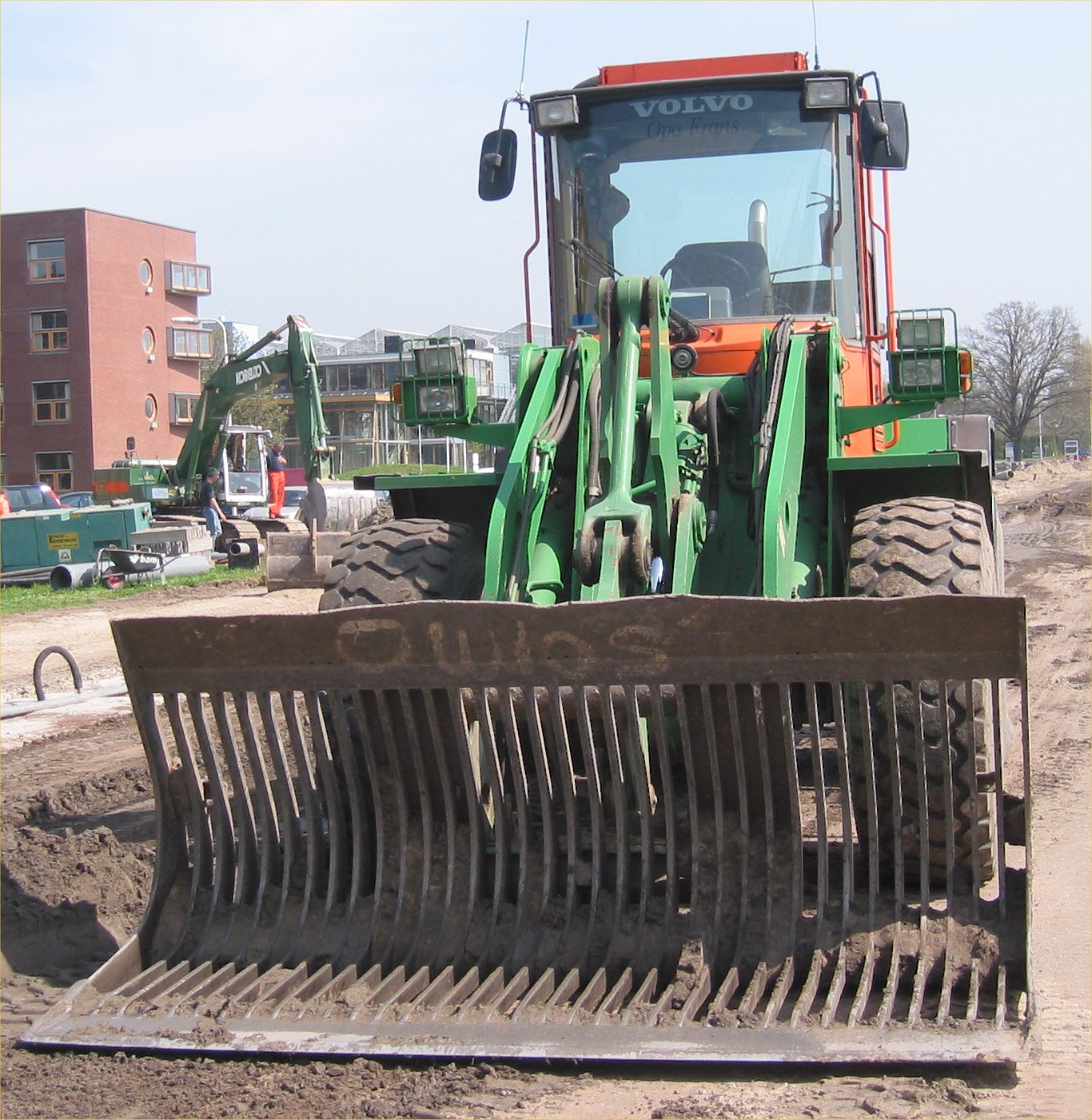
Pala de tractor

Les pales de mà han estat adaptades a multitud de tasques i entorns diferents. Poden ser optimitzades per una sola tasca o dissenyades per actuar de manera versàtil en diverses tasques, per exemple:
- Una pala per carbó té típicament una fulla ampla, plana amb vores pronunciades, punta recta i un mànec curt en forma de D.
- Un pala per neu sovint té una fulla molt ampla i un mànec llarg i recte. Està dissenyada tant per empènyer la neu com per carregar-ne. La fulla pot ser de metall o plàstic per tal de fer una eina més lleugera.
- Un pala per gra té la fulla ample sovint d'alumini o de plàstic que és subjecta a un mànec curt de fusta amb una peça en forma de D. Aquesta pala ha estat dissenyada per ser lleugera i no malmetre el gra. Els Models primerencs eren fets de fusta.
- La fanga és una eina emprada per a remoure terra i que sovint té forma de pala.
- Una pala de jardineria o aixadell és una pala petita per ser usada amb una sola mà. Típicament tenen fulles fortes amb puntes agudes.
- Una sapa és una pala plegable o compacta dissenyada per ús militar. S'usa per a cavar trinxeres i pot tenir una punta aguda o fins i tot vores serrades per ús secundari com a destral o com a arma de mà.
- Pala de recollir o recollidor, és comuna per a aplegar la pols o les escombraries.
- Pala de joguina, és comuna per a jugar en sorrals o platges.

El senyal de trànsit advertint d'una zona d'obres mostra un home que utilitza una pala.

## Història
A l'edat del Neolític i abans, l'escàpula (omòplat) d'un animal gran es feia servir sovint com una pala tosca o pala. És a través d'aquesta connexió entre els omòplats i les fulles d'excavació que les paraules espàtula i pala totes dues tenen una etimològica connexió amb les escàpules.

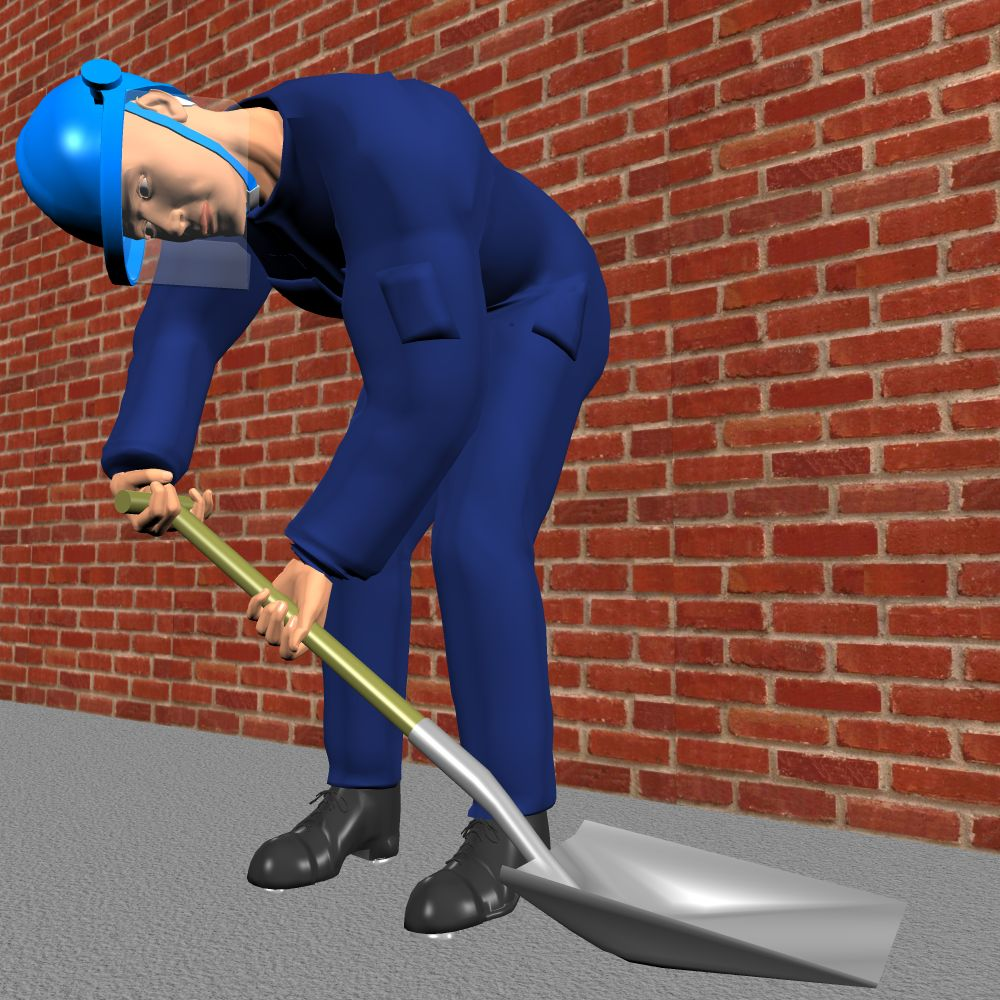
Acció típica en palejar material del sòl

La invenció posterior de les pales especialment dissenyades va ser un desenvolupament innovador. La pala manual, sovint en combinació amb picking, era el principal mitjà d'excavació en la construcció fins a la mecanització a través de pales de vapor i més tard equip hidràulic (excavadores com retroexcavadores i carregadors) van reemplaçar gradualment a la majoria de les pales manuals. El mateix s'aplica també a la història de mineria i pedreres i de maneig de materials en indústries tals com fabricació d'acer i estiba. Els vagons de ferrocarril i cellers de càrrega que contenen mineral, carbó, grava, sorra o gra sovint es carregaven i descarregaven d'aquesta manera. Aquestes indústries no sempre depenien "exclusivament" d'aquest treball, però aquest treball era una part ubiqua d'elles. Fins a la dècada de 1950, el palejat manual feia servir un gran nombre de treballadors. S'assignaven grups de treballadors anomenats 'quadrilles de treball' en qualsevol excavació o maneig de materials a granel que es necessités en una setmana determinada, i dotzenes o centenars de treballadors amb pales manuals feien el tipus d'excavació ràpida o maneig de materials que avui a dia generalment s'aconsegueix amb maquinària motoritzada. Les excavadores i carregadores són operades per uns quants operadors qualificats. Per tant, el cost de la mà d'obra (cost de la mà d'obra), fins i tot quan cada treballador individual estava mal pagat, era una gran despesa d'operacions. La productivitat del negoci estava lligada principalment a la productivitat laboral. Encara ho és sovint fins i tot avui; però en el passat encara ho era més. En el maneig de materials industrials i comercials, la pala manual es va reemplaçar més tard no només amb carregadors i retroexcavadores.
Donada la importància i el cost del treball manual en la indústria a la fi del segle xix i principis del segle xx, la "ciència de palejar" era una mica de gran interès per als desenvolupadors de gestió científica com Frederick Winslow Taylor. Taylor, amb el seu enfocament en estudi de temps i moviment, es va interessar a diferenciar els molts moviments del treball manual en un grau molt més gran que altres. És possible que als gerents no els interessi analitzar-ho (possiblement motivat per la suposició que el treball manual és un treball intel·lectualment simple), i és possible que als treballadors no els interessi analitzar-ho de cap manera que va encoratjar la gerència a treure la prerrogativa al treball artesanal perquè l'artesà decidís els detalls dels seus mètodes. Taylor es va adonar que no analitzar la pràctica de palejar representava una oportunitat perduda de descobrir o sintetitzar les millor pràctiques per palejar, que podrien aconseguir la productivitat més gran (valor per dòlar gastat). Van ser Taylor i els seus col·legues a la dècada de 1890 a 1910 els que van ampliar en gran manera la idea existent de dissenys variats de pales amb culleres de diferents mides, una per a cada material, segons la densitat del material. Sota la gestió científica, ja no era acceptable fer servir la mateixa pala per palejar lignit un dia i grava l'endemà. Taylor va advocar pel més gran cost de capital de mantenir dues pales com alguna cosa més que pagar per si mateix a través de l'augment en la productivitat del treballador al qual conduiria, la qual cosa significaria que es gastaria menys diners en salari per cada unitat de treball de pala fet.
Durant la Segona Revolució Industrial al voltant de 1900, la pala va donar pas a equip pesat com les excavadores.

## Materials
El material de fabricació del mànec pot ser de fusta o altres materials com fibra de carboni. Les pales amb mànec de fusta són més econòmiques, però menys resistents, mentre que les pales amb mànec de fibra són més cares però més resistents.
Les pales més utilitzades són les construïdes d'acer especial, el qual té una gran resistència. No obstant això, també hi ha models d'alumini i de plàstic. Aquestes darreres són utilitzades en activitats que no permeten l'ús d'acer o bé on el material a tractar faria malbé l'acer. Aquest és el cas de pales per a la neu, feines en alimentació, combustibles, etc.
L'avantatge de les pales d'alumini permet més facilitat de moviments.